# Клиф Бартон
Клифорд Ли Клиф Бартон (енгл. Clifford Lee "Cliff" Burton; Кастро Вали, 10. фебруар 1962 − Јунгби, 27. септембар 1986), је био амерички музичар.
Био је други басиста групе Металика. Прикључио се саставу 1982. године, заменио је дотадашњег басисту Рона Магавнија. Његов живот и трагична смрт су инспирисали песме многих састава укључујући Мегадет и Прајмес.
Погинуо је у саобраћајној несрећи у Шведској 1986. године.

## Биографија

### Младост
Бартон је рођен у Кастро Вали, Калифорнија. Са шест година је почео да свира клавир, а 1976. године, у својој четрнаестој години, почиње да свира бас-гитару с локалним саставима.
Његови родитељи кажу да је Клиф између четири и шест сати на дан усавршавао своје вештине на басу и након што се прикључио саставу Металика.

### Металика
Чланови Металике су тражили басисту који је искуснији од прошлог, Рона Магавнија. Чули су Бартонову групу Траума и његов славни соло (Anesthesia) Pulling teeth.
Након константног наговарања је пристао да свира с Металиком, али под условом да се преселе из Лос Анђелеса у Сан Франциско. Музичка сцена у Лос Ангелесу је била препластична за Бартона. Бартон је изложио бенд мноштву музичких стилова, од Мисфитса, Пинк Флојда и Тин Лизија. Бартон им се одмах свидео јер је свирао wаh-wаh стил.

### Смрт
На европској " Damage Inc " турнеји, Бартон и Кирк Хамет су се у аутобусу зафркавали с картама. Бартон је извукао пиковог аса, па је морао да спава на Кирковом кревету. Бартон је погинуо кад је аутобус проклизао преко леда (било је нагађања да је и возач био пијан). Аутобус се отео контроли и скотрљао на траву. Буртон је испао кроз прозор, пао испод аутобуса и аутобус га је прикљештио. Аутобус се мало подигао и пао на њега други пут.
Бартонова стопала како вире испод аутобуса је призор који је прогањао људе који су били у аутобусу јако дуго.
Бартоново тело је кремирано. На церемонији погреба је свирао инструментал "Orion" са албума Master of Puppets. Металика није свирала Orion до 4. јуна 2006, кад је поводом двадесете годишњице од издавања албума Master of Puppets на турнејама Escape from Studio ´06 и Download ´06 festival у целости одсвиран цели албум.

## Стил свирања
Његов стил је необично варирао за хеви метал басисту. Од брзих, жестоких рифова из песама "Battery", "Damage Inc." или "The four horsemen" до врло мелодичног свирања, као, на пример, "Orion ". Бартон никада није свирао трзалицама, већ само прстима. Знао је да свира и на две или три жице истовремено.

## Наследници
Бартона је наследио Џејсон Њустед. Њустед каже да га бенд никада није скроз прихватио: Увек сам осећао сенку како се надвија над мном, и увек сам осећао као да носим ципеле које су ми превелике, увек кад бих се сетио кога замењујем. Цело се време с Металиком осећао као нови дечко и Џејмс Хетфилд га је увек одбијао прихватити као равноправног Клифу Бартону. Џејсон је накрају напустио бенд.
Боб Рок је привремено преузео бас, на албуму St.Anger. Ускоро после је Роберт Трухиљо био изабран за новог басисту. Роберт Трухиљо је пуно боље прихваћен него Џејсон. У документарцу Some kind of Monster Kirk, Хамет коментарише: Он се баш уклопио и кад сам га видио како свира Whiplash, како свира властитим прстима, тако је свирао само Клиф.

## Утицај
Џејмс Хетфилд је признао да је Бартонов утицај јако одговоран за ранију музику и имиџ Металике. Увежбани пијаниста, Бартон је искористио своје знање о теорији и додао га бендовом звуку кроз бас деонице и учењем Џејмса како хармонизује.
Клифова опсесија надреалним хорорима које је писао Х. Ф. Лавкрафт дала је бенду идеју за омот албума и теме песама (The call of Ktulu, The thing that should not be). Бенд је додао да њихова љубав према The Misfits, Samhain и све ствари везане уз Глена Данзига долази директно од Клифа. Клиф им је на турнејама пуштао Мисфитсе до границе монотоније. Хетфилд је рекао да је Клифа гледао као старијег брата.
Бартон је био тих и повучен у себе већину времена.

## Песме у његову част
Након Бартонове смрти Металика је снимила And justice for all 1988.
Инструментал " To live is to die " је по његовим задњим рифовима и део где се пева је његов. 1987. Металика издаје почасни документарац Cliff ´em all, који се осврће на Бартоново време у бенду.
Најпознатија песма у Клифову част је "In my darkest hour" од Мегадета. Певач Мегадета Дејв Мастејн је свирао главну гитару Металике у раније доба, тако да је јако добро знао Клифа.
Мастејн је навео да га је песма инспирисала Бартоновим одласком. Рекао је да му Џејмс, Кирк и Ларс нису јавили за Клифову несрећу, већ га је назвао бендов менаџер. Кад је чуо Дејв је сео на под и плакао, потом узео акустичну гитару и написао целу песму. Речи нису директно о Бартону, него су инспирисане његовом смрћу.

## Песме
Бартон је написао неколико металикиних песама укључујући "Master of Puppets",Orion","For whom the bell tolls" и "Fade to Black ". Најбољи примери његовог јединственог свирања баса су:
- интро-"For whom the bell tolls" - који се често замени за гитару
- епски бас соло "(Anesthesia)Pulling teeth"
- бас у инструменталу "The call of Ktulu"
- бас у инструменталу "Orion"
- интро- "Damage inc"
- бас у песми "Disposables heroes"

Написао је пуно рифова кориштених за песму "To live is to die" на албуму And justice for all и песма је посвећена њему.

## Опрема
| Бас-гитаре - Rickenbacker 4001 - Aria Pro II SB-1000 - Aria Pro II SB Black & Gold I - Alembic Spoiler Појачала - Mesa Boogie D180 heads - Mesa Boogie 4x12" Cabinets & 1x15" Cabinets - Ampeg SVT-1540HE Classic Series Enclosure Жице - Rotosound 66LB bass strings (35, 55, 75, 90) |  | Ефекти - Morley Power Wah Boost Pedal - Ibanez HD 1500 Harmonics/Delay - Electro Harmonix Big Muff Fuzz Box |

## Дискографија

### Студијски албуми
- Kill 'em All (1983)
- Ride the Lightning (1984)
- Master Of Puppets (1986)
- ...And Justice for All (1988)
- Garage Inc. (1998)

### Демо албум
- No life 'till Leather (1982)
- Megaforce (1983)
- Ride the Lightning (1983)
- Master of Puppets (1985)

### Компилације
- Metal Massacre Vol.II са бендом Траума